# NGC 597
NGC 597 is een balkspiraalstelsel in het sterrenbeeld Beeldhouwer. Het hemelobject werd op 25 september 1834 ontdekt door de Britse astronoom John Herschel.

## Synoniemen
- PGC 5721
- ESO 353-11
- MCG -6-4-44
- IRAS01299-3345